# Oligosoma whitakeri
Oligosoma whitakeri là một loài thằn lằn trong họ Scincidae. Loài này được Hardy mô tả khoa học đầu tiên năm 1977.